# Korohod
Korohod (ukrajinsky Корогод) je bývalá vesnice na Ukrajině, v Ivankovském rajóně Kyjevské oblasti. Do roku 1986 náleželo do Černobylského rajónu Kyjevské oblasti (15 km od bývalé cesty z Černobylu). Nachází se 15 kilometrů od jaderné elektrárny Černobyl.
Den před havárií zde žilo více než 1000 lidí (přesněji 1395) a bylo zde 400 domácností. Obec má protáhlý tvar s několika hlavními ulicemi. Rozloha je větší než 2,5 km². Na území vesnice se rozkládaly administrativní budova, kulturní středisko, školy a školky, obchody, pošta, telegrafní úřad a dokonce i módní salón.

## Historie
Vesnice byla založena v 17. století. Vesnice je opuštěná od roku 1986. Lidé byli evakuováni do vesnice Novij Korogod (Новий Корогод) v Boroďanském rajónu, vzhledem k významné radioaktivní kontaminaci z černobylské havárie.
V roce 1999 byla obec nakonec kvůli nedostatku obyvatel vyškrtnuta z evidence.

## Galerie

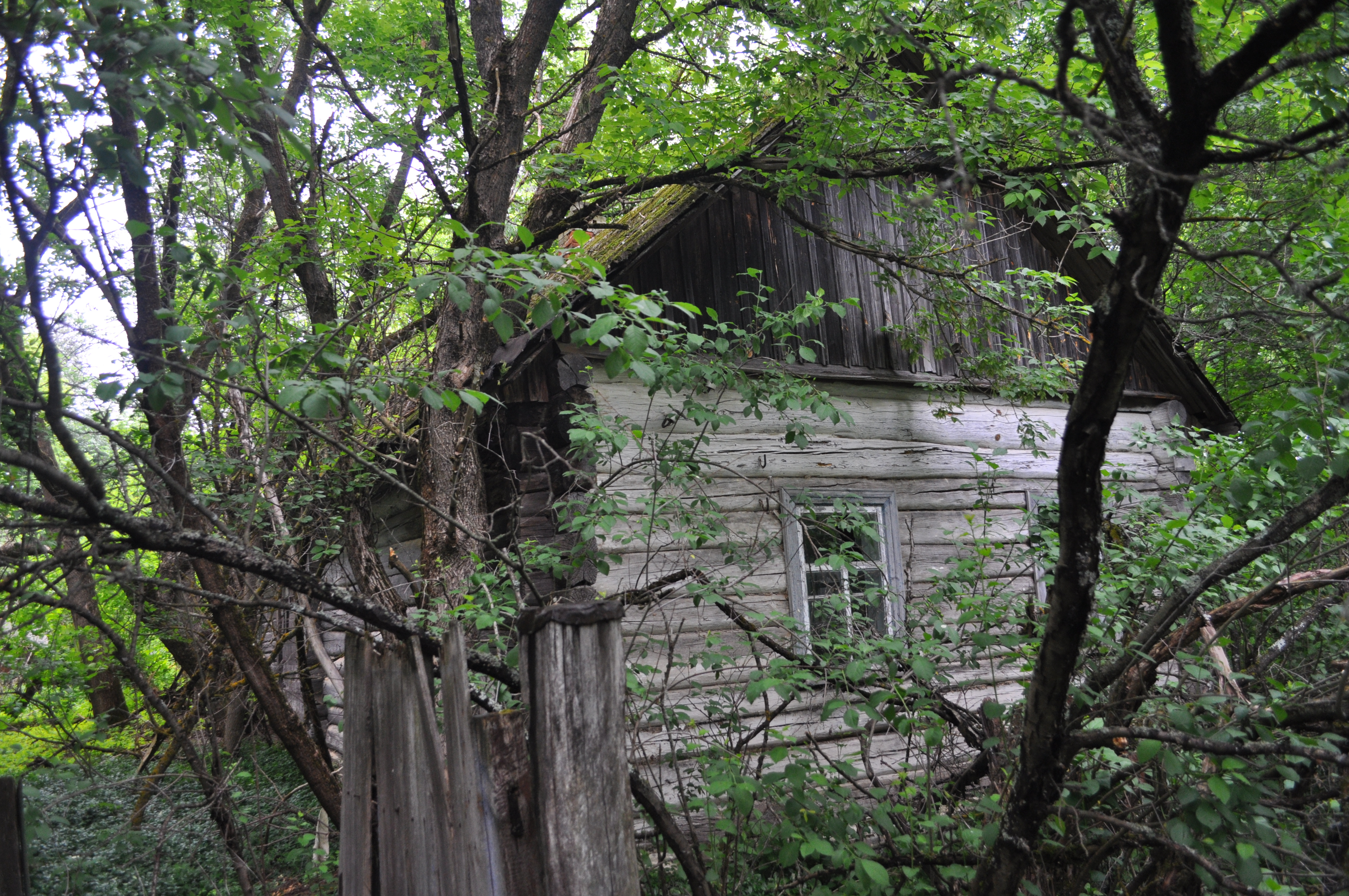
Jeden z dmů ve vesnici
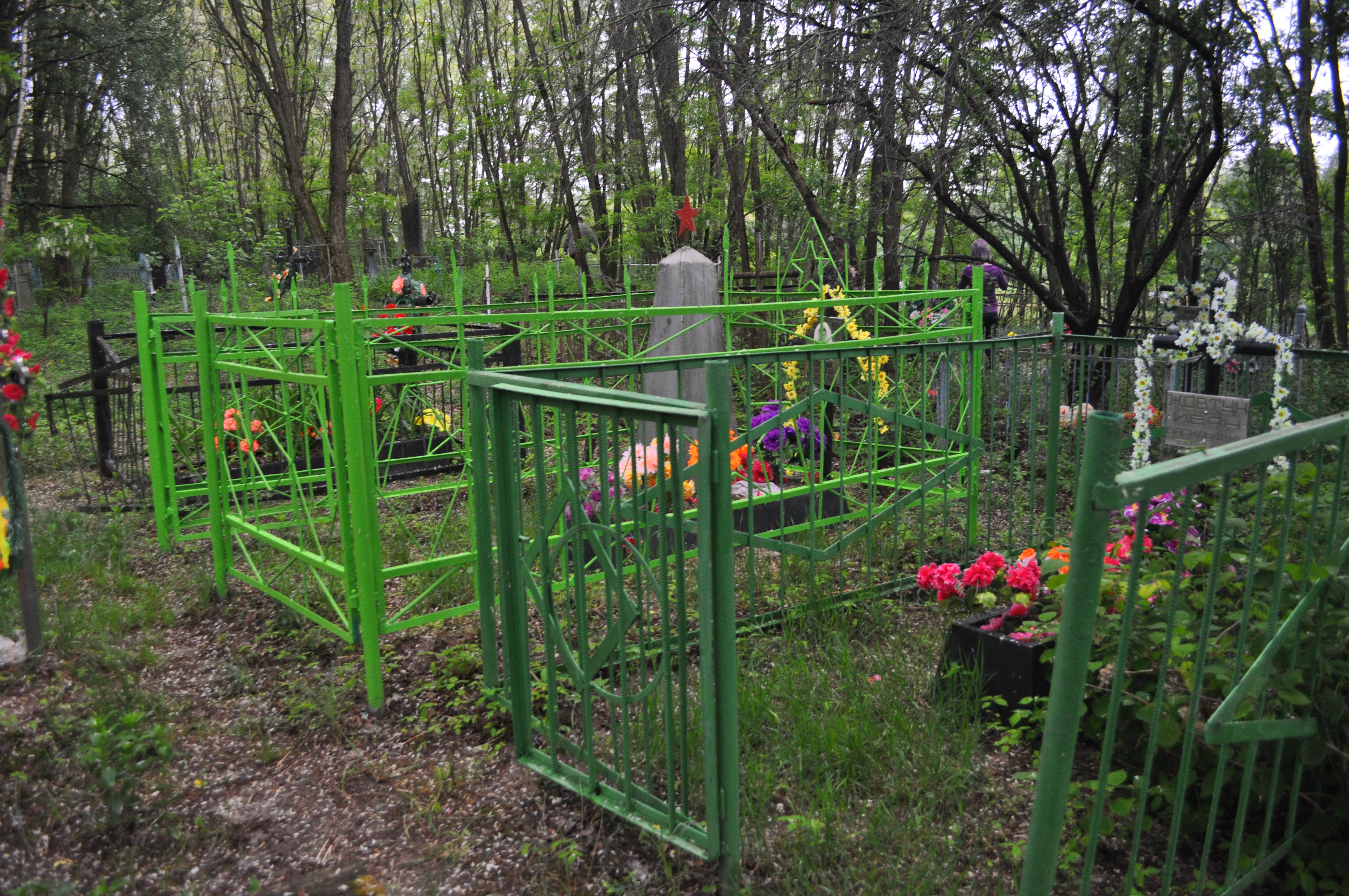
Místní hřbitov
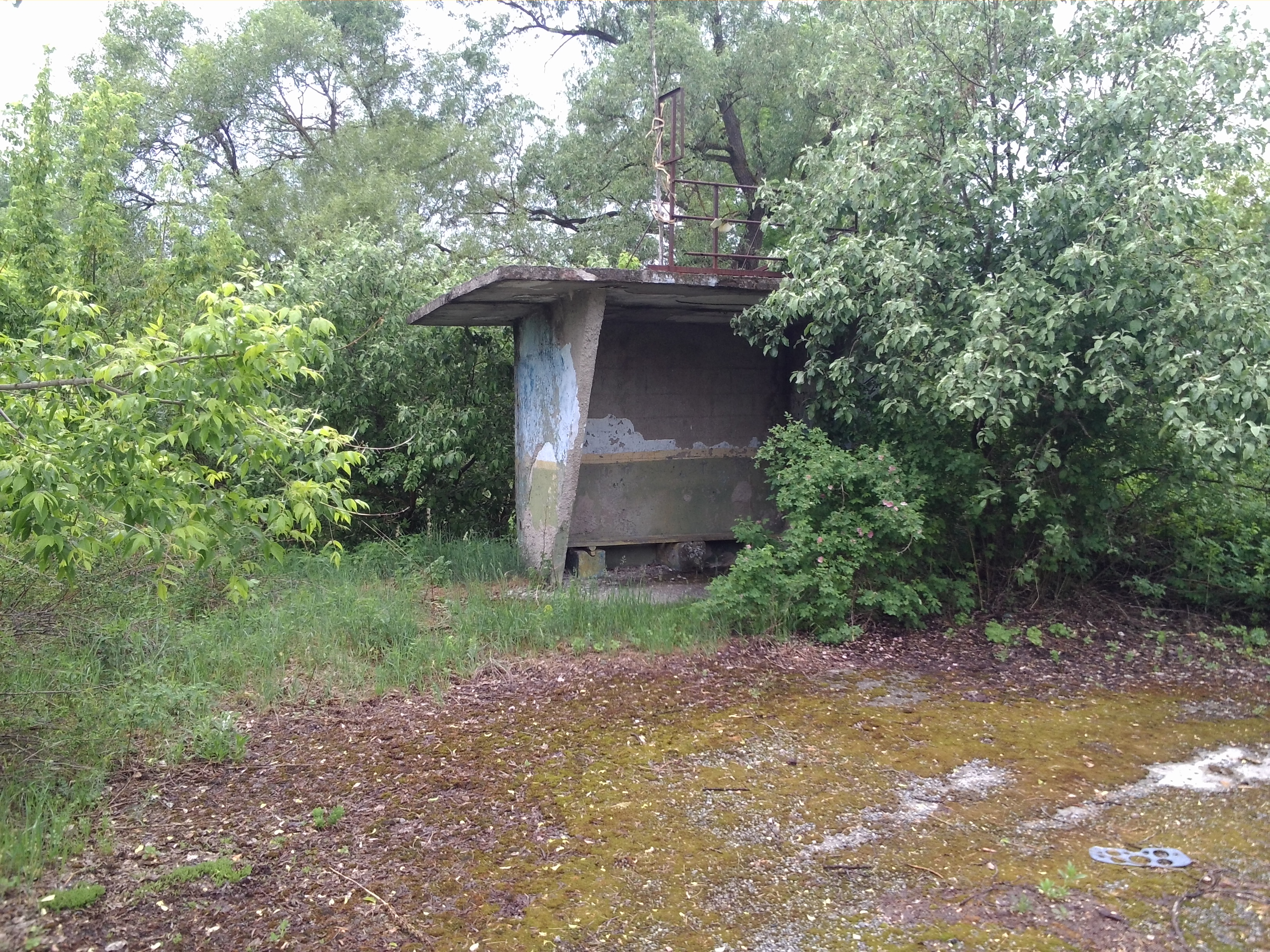
Autobusová zastávka